# جنیفر فاپما
جنیفر فاپما (انگلیسی: Jennifer Fopma؛ زادهٔ ۳۰ اکتبر ۱۹۸۱) بازیکن ملی‌پوش والیبال ساحلی اهل ایالات متحده آمریکا است. او ۱۹۰ سانتی‌متر قد دارد و در لیدن هلند متولد شده‌است.